# 愛知県の図書館一覧
愛知県の図書館一覧（あいちけんのとしょかんいちらん）は、愛知県にある図書館の一覧。学校図書館を除く。

## 県立図書館

愛知県図書館

- 愛知県図書館

## 市町村立図書館

### 名古屋市

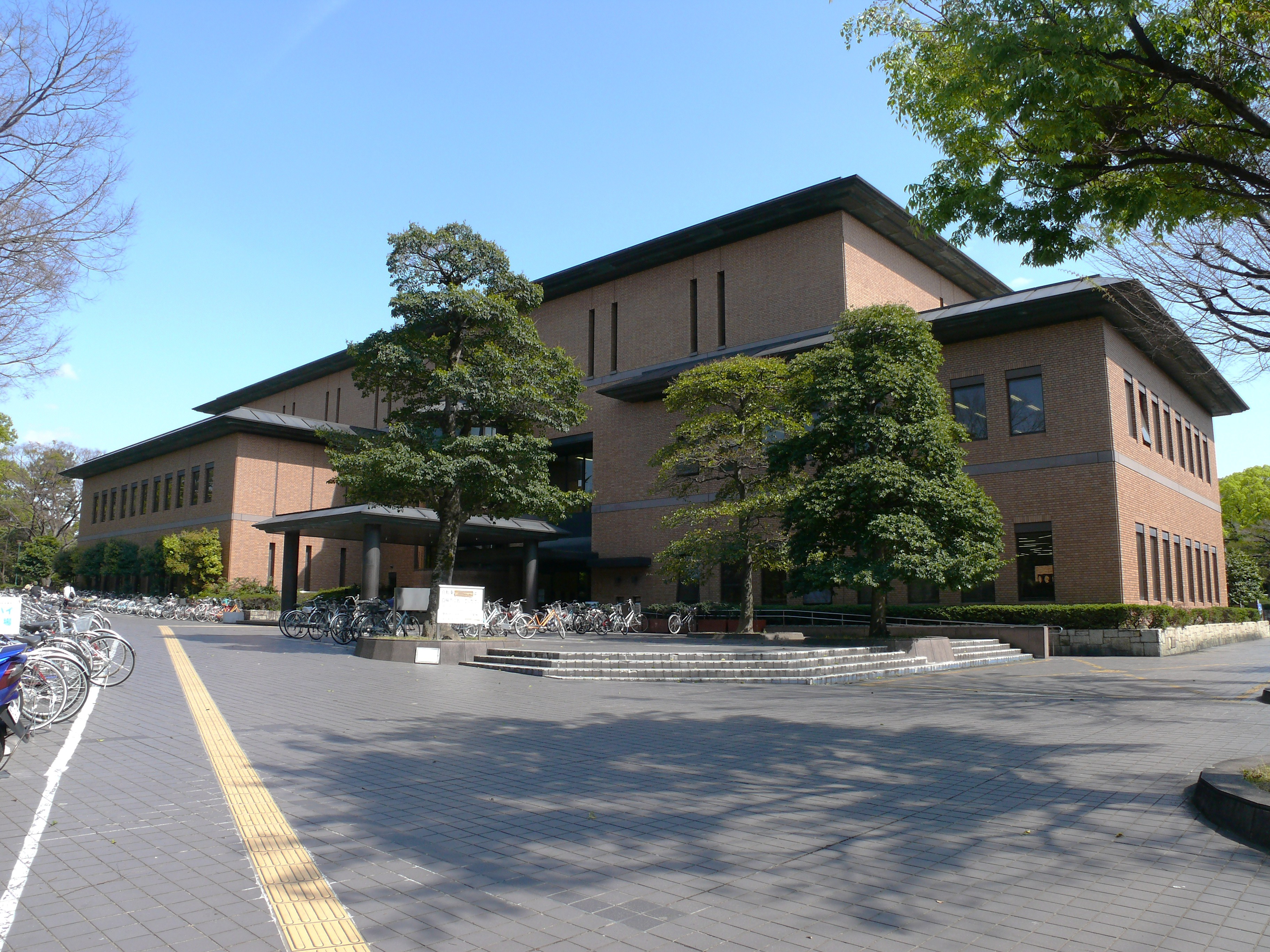
名古屋市鶴舞中央図書館

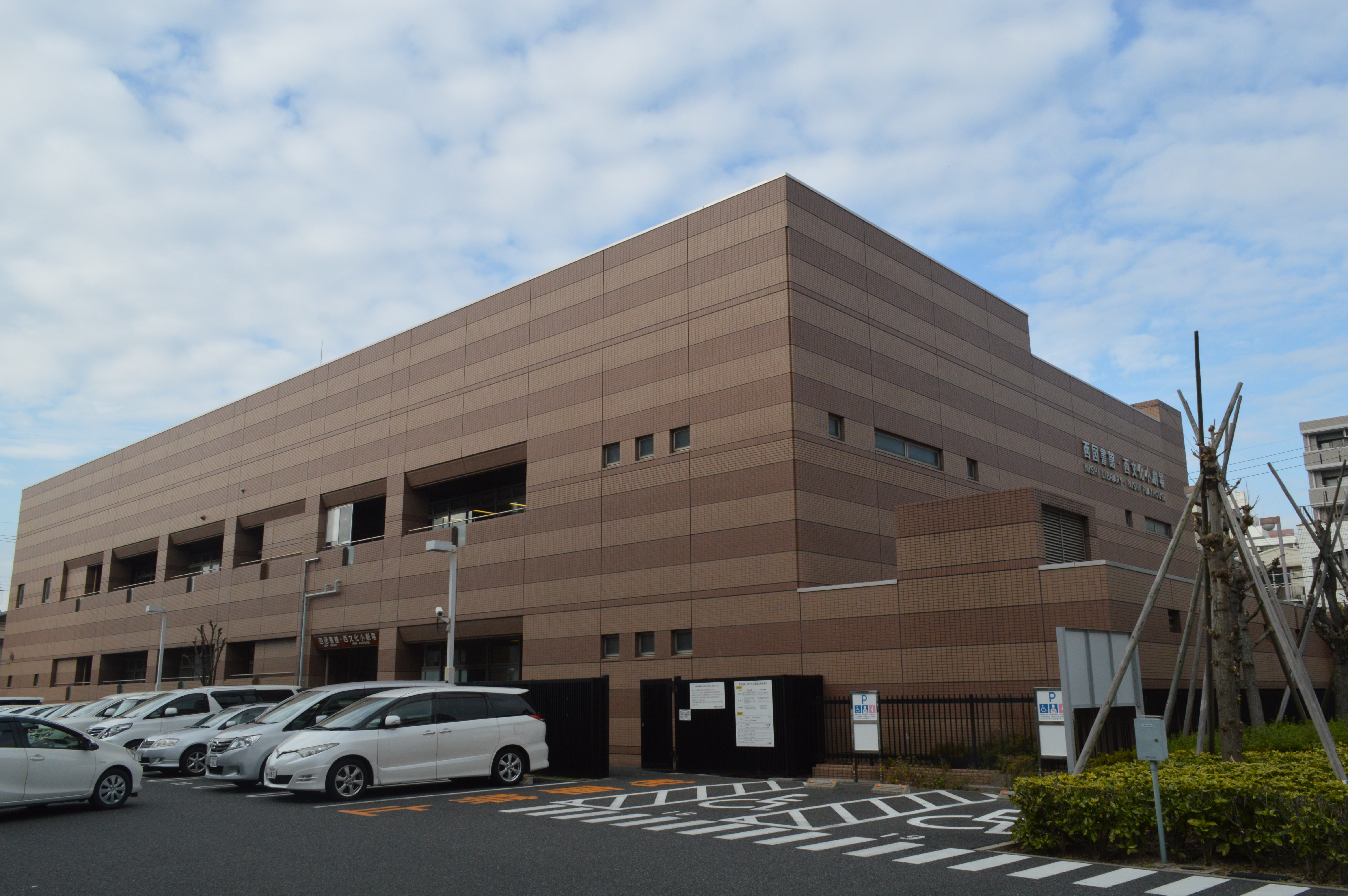
名古屋市西図書館

- 名古屋市図書館
  - 名古屋市鶴舞中央図書館
  - 名古屋市千種図書館
  - 名古屋市東図書館
  - 名古屋市北図書館
  - 名古屋市楠図書館
  - 名古屋市西図書館
  - 名古屋市山田図書館
  - 名古屋市中村図書館
  - 名古屋市瑞穂図書館
  - 名古屋市熱田図書館
  - 名古屋市中川図書館
  - 名古屋市富田図書館
  - 名古屋市港図書館
  - 名古屋市南陽図書館
  - 名古屋市南図書館
  - 名古屋市守山図書館
  - 名古屋市志段味図書館
  - 名古屋市緑図書館
  - 名古屋市名東図書館
  - 名古屋市天白図書館
  - 名古屋市徳重図書館

### 尾張地区

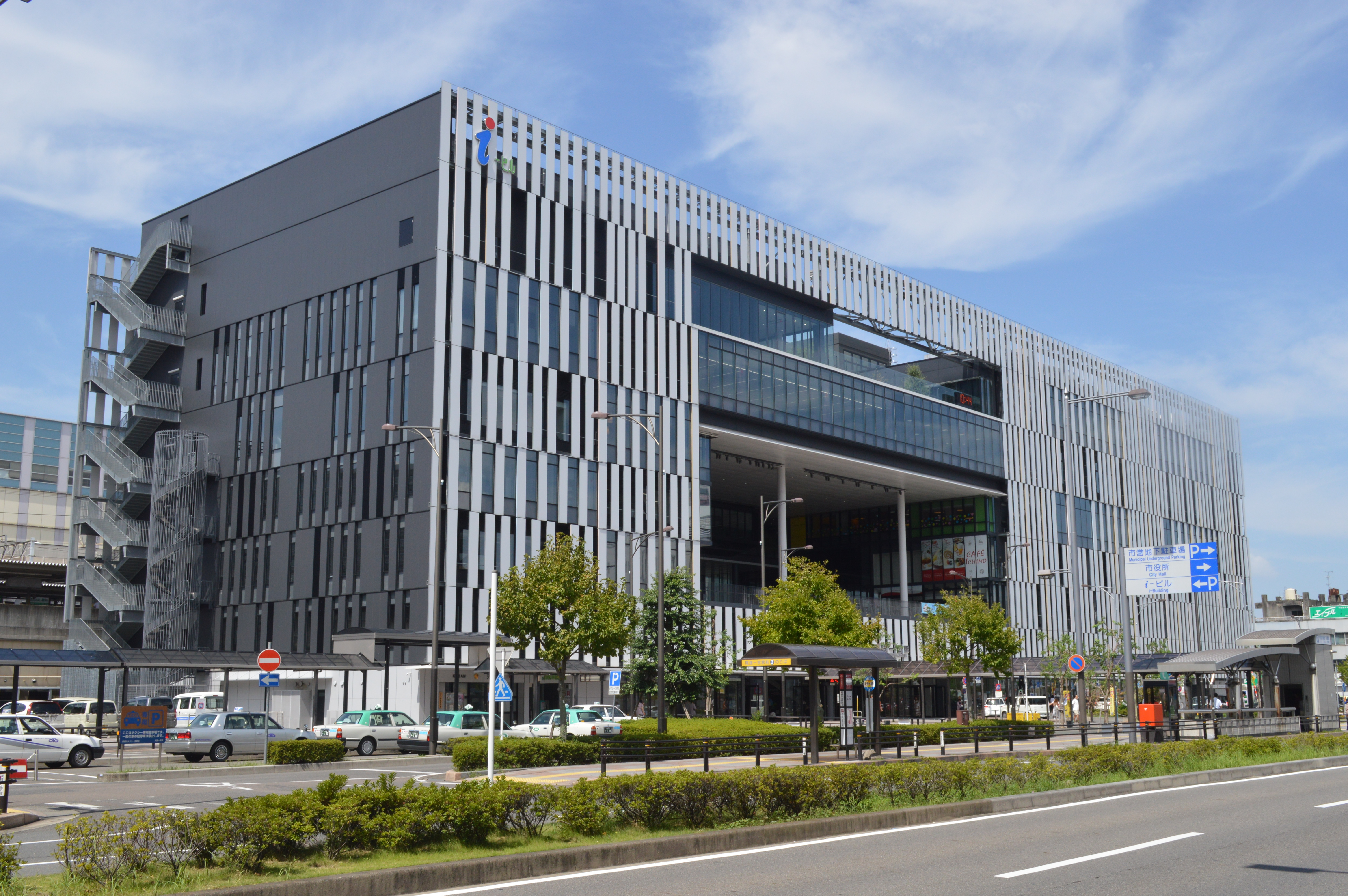
一宮市立中央図書館

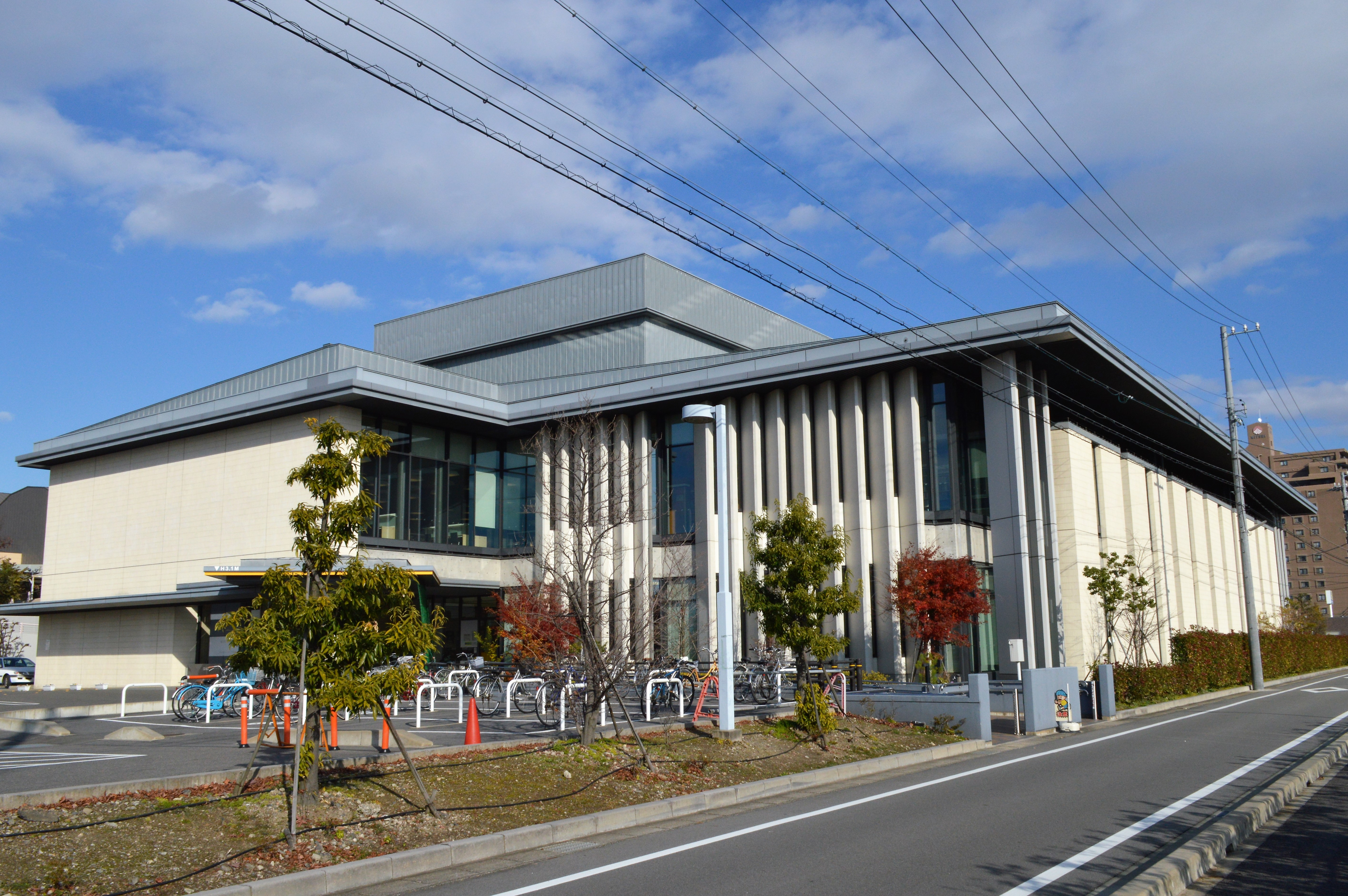
稲沢市中央図書館

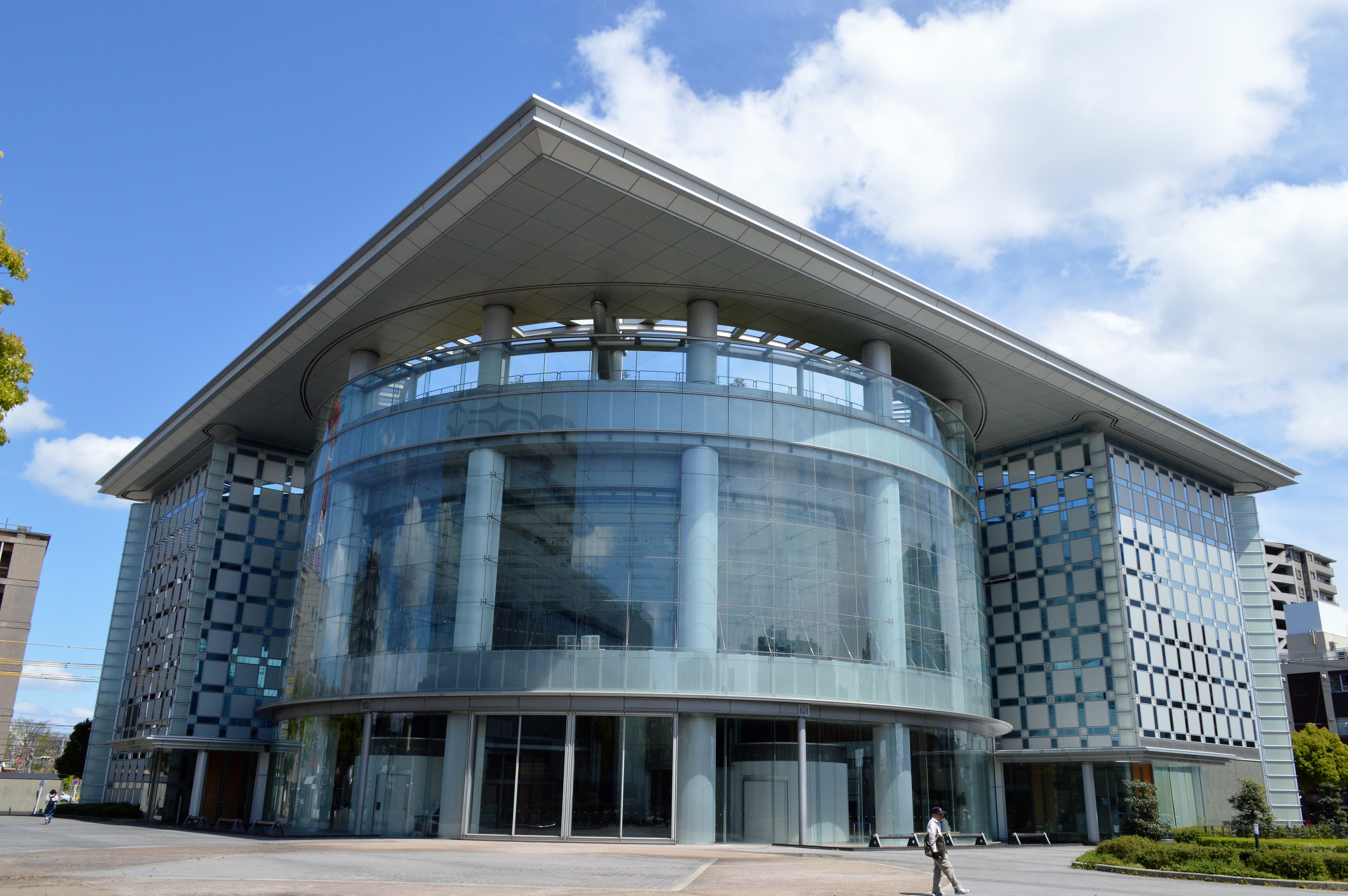
春日井市図書館

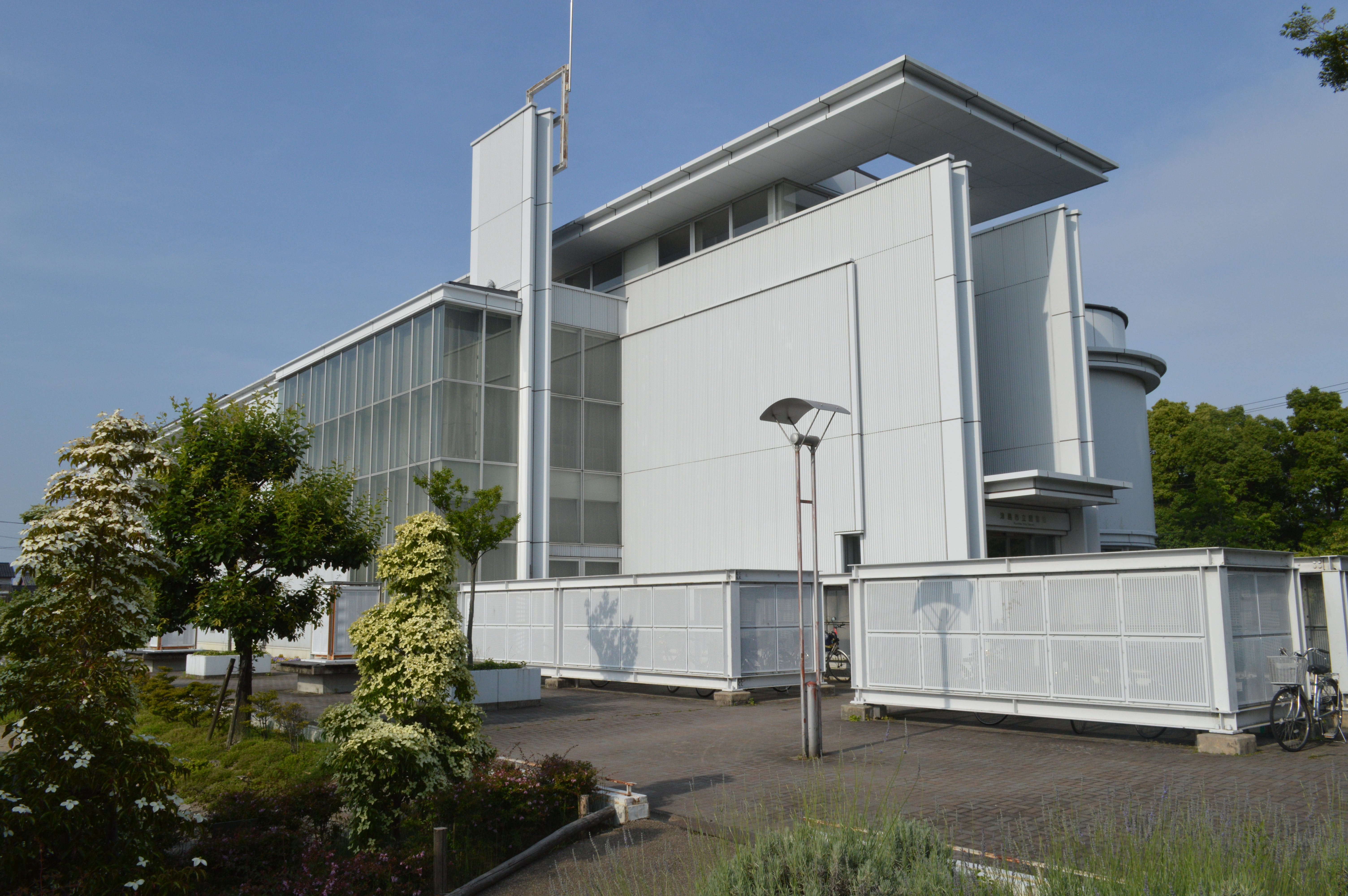
津島市立図書館

おおぶ文化交流の杜図書館

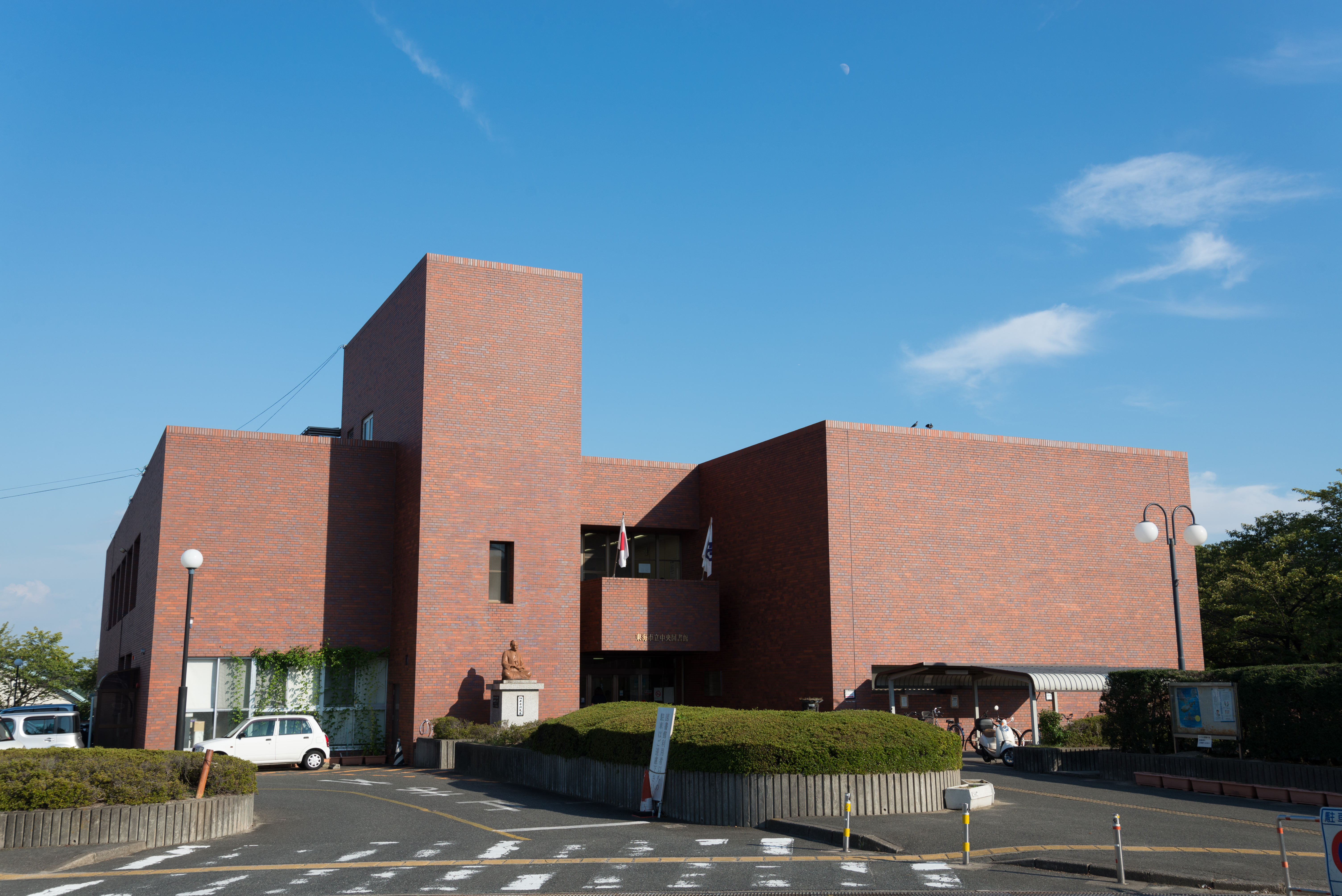
東海市立中央図書館

- 愛西市
  - 愛西市図書館（組織名）
    - 愛西市中央図書館
    - 愛西市立田図書館
    - 愛西市佐織図書館
- 阿久比町
  - 阿久比町立図書館
- あま市
  - あま市美和図書館
- 一宮市
  - 一宮市立図書館（組織名）
    - 一宮市立中央図書館
    - 一宮市立尾西図書館
    - 一宮市立玉堂記念木曽川図書館
    - 一宮市立尾西児童図書館
    - 一宮市立子ども文化広場図書館
- 稲沢市
  - 稲沢市図書館（組織名）
    - 稲沢市立中央図書館
    - 稲沢市立祖父江の森図書館
    - 稲沢市立平和町図書館
- 犬山市
  - 犬山市立図書館
- 岩倉市
  - 岩倉市図書館
- 大口町
  - 大口町立図書館
- 大府市
  - おおぶ文化交流の杜図書館
- 尾張旭市
  - 尾張旭市立図書館
- 春日井市
  - 春日井市図書館
  - グルッポふじとう図書館
- 蟹江町
  - 蟹江町図書館
- 北名古屋市
  - 北名古屋市図書館（組織名）
    - 北名古屋市東図書館
    - 北名古屋市西図書館
- 清須市
  - 清須市立図書館
- 江南市
  - 江南市立図書館
- 小牧市
  - 小牧市立図書館（組織名）
    - 小牧市中央図書館
    - 小牧市えほん図書館
- 瀬戸市
  - 瀬戸市立図書館
- 武豊町
  - 武豊町立図書館
- 知多市
  - 知多市立中央図書館
- 津島市
  - 津島市立図書館
- 東海市
  - 東海市立中央図書館
  - 東海市立横須賀図書館
- 東郷町
  - 東郷町立図書館
- 常滑市
  - 常滑市立図書館
- 飛島村
  - 飛島村図書館
- 豊明市
  - 豊明市立図書館
- 長久手市
  - 長久手市中央図書館
- 日進市
  - 日進市立図書館
- 半田市
  - 半田市立図書館（組織名）
    - 半田市立図書館（本館）
    - 半田市立亀崎図書館
- 東浦町
  - 東浦町中央図書館
- 扶桑町
  - 扶桑町図書館
- 美浜町
  - 美浜町図書館
- 弥富市
  - 弥富市立図書館

### 三河地区

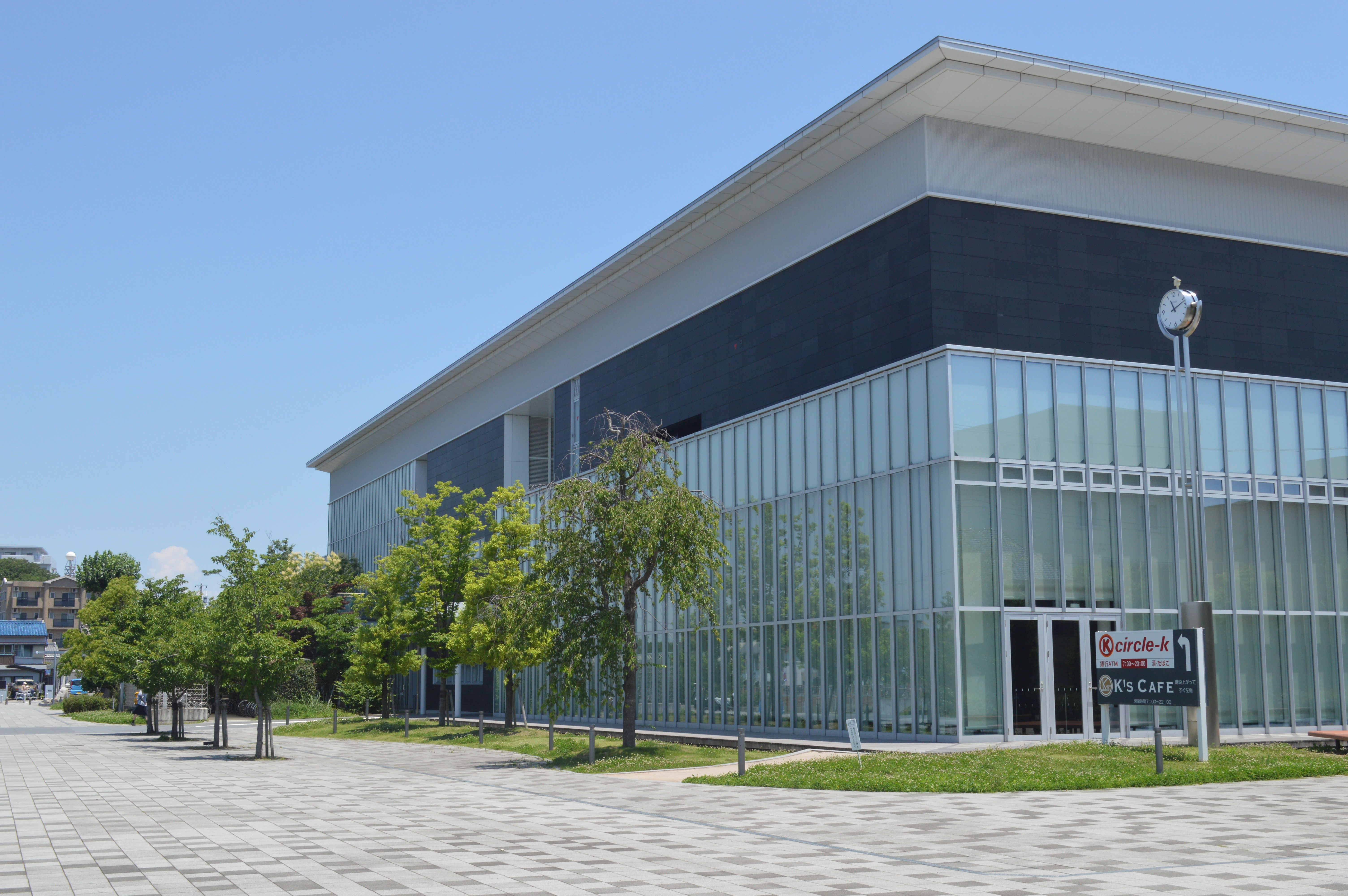
岡崎市立中央図書館

豊田市中央図書館

豊橋市中央図書館

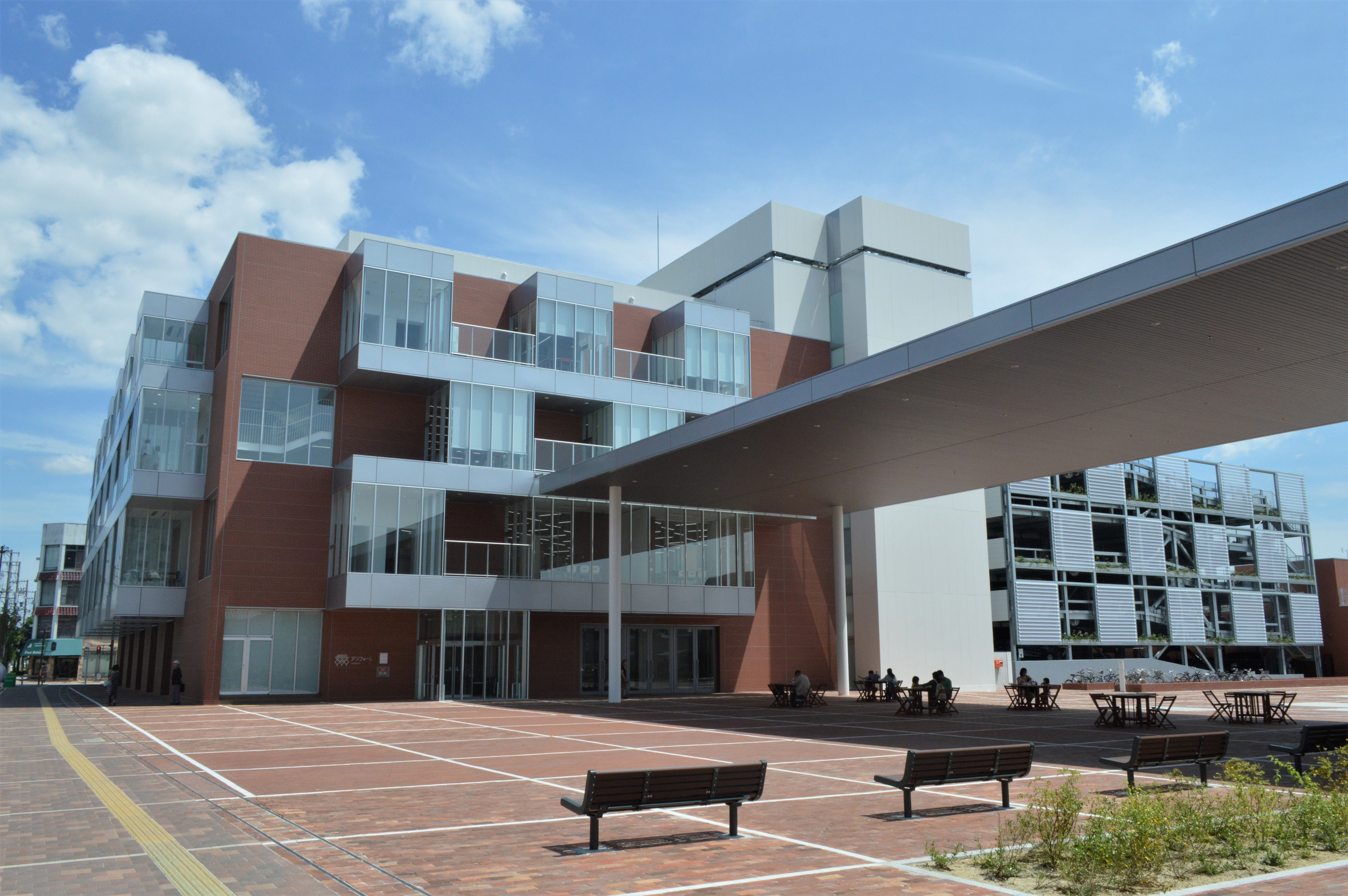
安城市図書情報館

刈谷市中央図書館

田原市図書館

- 安城市
  - 安城市図書情報館
- 岡崎市
  - 岡崎市立図書館（組織名）
    - 岡崎市立中央図書館
    - 岡崎市立額田図書館
- 蒲郡市
  - 蒲郡市立図書館
- 刈谷市
  - 刈谷市図書館（組織名）
    - 刈谷市中央図書館
    - 刈谷市富士松図書館
- 幸田町
  - 幸田町立図書館
- 新城市
  - 新城図書館
- 高浜市
  - 高浜市立図書館
- 田原市
  - 田原市図書館（組織名）
    - 田原市中央図書館
    - 田原市赤羽根図書館
    - 田原市渥美図書館
- 知立市
  - 知立市図書館
- 豊川市
  - 豊川市図書館（組織名）
    - 豊川市中央図書館
    - 豊川市音羽図書館
    - 豊川市御津図書館
    - 豊川市小坂井図書館
    - 豊川市一宮図書館
- 豊田市
  - 豊田市中央図書館
    - 豊田市こども図書室
- 豊橋市
  - 豊橋市図書館（組織名）
    - 豊橋市中央図書館
    - 豊橋市向山図書館
    - 豊橋市大清水図書館
- 西尾市
  - 西尾市立図書館（組織名）
    - 西尾市立図書館 本館
    - 西尾市立一色学びの館
    - 西尾市立吉良図書館
    - 西尾市立幡豆図書館
- 碧南市
  - 碧南市民図書館
- みよし市
  - みよし市立中央図書館

## 専門図書館など

名古屋都市センターまちづくりライブラリー

- 豊橋点字図書館 - 豊橋市にある点字図書館。
- 体育とスポーツの図書館 - 豊田市にあるスポーツ分野の専門図書館。
- 小牧市えほん図書館 - 小牧市にある絵本の専門図書館。
- 名古屋市蓬左文庫 - 名古屋市東区にある公開文庫。名古屋市博物館の分館。
- 西尾市岩瀬文庫 - 西尾市にある博物館。古書を中心に所蔵する。
- 御園座演劇図書館 - 名古屋市中区の御園座にある演劇分野の専門図書館。
- 愛知芸術文化センターアートライブラリー - 名古屋市東区の愛知芸術文化センターにある芸術分野の専門図書館。
- 名古屋都市センターまちづくりライブラリー - 名古屋市中区の金山南ビルにあるまちづくり分野の専門図書館。
- 名古屋市工業研究所 産業技術図書室 - 名古屋市熱田区の公設試験研究機関の図書室。
- トヨタ産業技術記念館 図書室 - 名古屋市西区の自動車・繊維を中心とした図書室。

## 閉館した図書館
- 佐屋町立杉野図書館 - 1995年の佐屋町立図書館（現・愛西市中央図書館）の開館に伴って閉館。
- 大府市中央図書館 - 2014年のおおぶ文化交流の杜図書館の開館に伴って閉館。
- 一宮市立豊島図書館 - 2015年の一宮市立中央図書館の開館に伴って閉館。
- みどり子ども図書館 - 館長の没後に閉館。
- 刈谷市城町図書館 - 2024年5月31日に施設や設備の老朽化に伴って閉館。